# King Cole Trio, Volume 4
King Cole Trio, Volume 4 è un album (cofanetto contenente 3 dischi da 78 giri in gommalacca) a nome King Cole Trio, pubblicato dalla casa discografica Capitol Records nel giugno del 1949.

## Disco 1
Lato A (57-641)
1. I Used to Love You (But It's All Over Now) (Voce di King Cole) – 2:58 (testo: Lew Brown – musica: Albert Von Tilzer) – Registrato il 29 marzo 1949 al "WMGM Studios", New York City, New York

Lato B (57-641)
1. Bop-Kick (Strumentale) – 2:35 (musica: Nat Cole) – Registrato il 22 marzo 1949 al "WMGM Studios", New York City, New York

## Disco 2
Lato A (57-642)
1. Yes Sir, That's My Baby (Voce di King Cole) – 2:31 (testo: Gus Kahn – musica: Walter Donaldson) – Registrato il 29 marzo 1949 al "WMGM Studios", New York City, New York

Lato B (57-642)
1. 'Tis Autumn (Voce di King Cole) – 3:06 (Henry Nemo) – Registrato il 29 marzo 1949 al "WMGM Studios", New York City, New York

## Disco 3
Lato A (57-643)
1. For All We Know (Voce di King Cole) – 3:00 (testo: Sam M. Lewis – musica: J. Fred Coots) – Registrato il 22 marzo 1949 al "WMGM Studios", New York City, New York

Lato B (57-643)
1. Laugh! Cool Clown (Vesti la giubba) (Strumentale) – 3:18 (musica: Ruggero Leoncavallo) – Registrato il 22 marzo 1949 al "WMGM Studios", New York City, New York

## Tracce

### LP (Capitol Records, H 177)
Lato A
1. Yes, Sir, That's My Baby (Voce di King Cole) – 2:31 (testo: Gus Kahn – musica: Walter Donaldson)
2. For All We Know (Voce di King Cole) – 3:00 (testo: Sam M. Lewis – musica: J. Fred Coots)
3. Bop Kick (Strumentale) – 2:35 (musica: Nat Cole)
4. Laugh! Cool Clown (Brano basato dall'opera "Ridi pagliaccio") (Strumentale) – 3:18 (musica: Ruggero Leoncavallo)

Lato B
1. Little Girl (Voce di King Cole) – 2:23 (Madeline Hyde, Francis Henry) – Registrato il 3 novembre 1947 a New York
2. 'Tis Autumn (Voce di King Cole) – 3:06 (Henry Nemo)
3. I Used to Love You (But It's All Over Now) (Voce di King Cole) – 2:58 (testo: Lew Brown – musica: Albert Von Tilzer)
4. If I Had You (Voce di Nat "King" Cole) – 3:00 (Ted Shapiro, James Campbell, Reginald Connelly) – Registrato il 6 novembre 1947 a New York

- Durata brani ricavati dalla compilation su CD del 1991 (18 CD) The Complete Capitol Recordings of The Nat King Cole Trio (Mosaic Records, 138)

## Musicisti
I Used to Love You (But It's All Over Now) / Yes Sir, That's My Baby / 'Tis Autumn
- Nat King Cole – voce, pianoforte
- Irving Ashby – chitarra
- Joe Comfort – contrabbasso
- Jack Costanzo – bongos
- Pete Rugolo – conduttore orchestra
- Sid Cooper – clarinetto, flauto
- Al Richman – corno francese
- Zelly Smirnoff – violino
- Lou Stone – violino
- George Zorning – violino
- Frank York – violino
- George Koch – violino
- Dick Freitag – viola
- Rudy Sims – viola
- Pete Makas – violoncello
- Ray Sabinsky – violoncello
- Mel Zelnick – batteria

Bop-Kick / For All We Know / Laugh! Cool Clown
- Nat King Cole – voce, pianoforte
- Irving Ashby – chitarra
- Joe Comfort – contrabbasso
- Jack Costanzo – bongos[2]

Little Girl / If I Had You
- Nat King Cole – voce, pianoforte
- Irving Ashby – chitarra
- Johnny Miller – contrabbasso [3]